# 罐杉環
罐杉環（英語：Kwun Cham Wan），是香港的一個島嶼，地區行政上屬於西貢區。位於西貢市對開海面，石洲、鹽田仔以南，芒洲仔以北，滘西洲以西，橋咀洲、斷頭洲以東。
罐杉環為滘西洲的附屬島嶼，罐杉環上並沒有居民居住。